# Romualdo Trigona di Sant'Elia
Romualdo Trigona di Sant'Elia est un noble et homme politique italien, né à Palerme le 9 janvier 1870, mort dans la même ville le 5 janvier 1929.
Il est maire de Palerme du 8 juin 1909 au 30 juin 1910.

## Biographie

### Famille
Son grand-père, portant le même nom, a participé à la révolution sicilienne de 1848 puis a été sénateur du royaume d'Italie.
Après ses études, Romualdo Trigona épouse Giulia Filangeri Tasca di Cutò, fille de la princesse Giovanna Filangieri di Cutò et du comte Lucio Mastrogiovanni Tasca, et première dame d'honneur de la reine Hélène.
Le couple a deux filles, Clementina et Giovanna, laquelle crée le Giro aereo di Sicilia et est la première femme élue au conseil municipal de Palerme.

### Conseiller municipal de Palerme
Ami proche de Ignazio Florio Jr. qui influence fortement ses positions, il siège au conseil municipal de Palerme, où il est notamment l'un des plus virulents opposants du maire Giuseppe Tasca Lanza, oncle de sa femme.
La majorité menée par le maire démocrate Francesco Paolo Tesauro est mise en minorité à l'élection administrative partielle de juillet 1908 lors de laquelle les radicaux et socialistes s'allient aux aristocrates et bourgeois modérés avec le soutien financier de Florio et Pecoraino et la faveur du préfet De Seta. La liste de l'Association démocratique n'a obtenu que 5 des 29 sièges à pourvoir, ce qui a contraint Tesauro à démissionner. Ne parvenant pas à un accord pour élire le chef de l'opposition Scalea, le conseil municipal est dissout à la fin du mois d'août et un commissaire royal, Gennaro Bladier, est nommé dans l'attente d'un nouveau scrutin.

### Maire de Palerme
Un an plus tard, aux élections administratives de mai 1909, il est réélu sur la liste du Bloc populaire montée par Florio avec des socialistes, des radicaux, des conservateurs, des monarchistes et des démocrates. Le nouveau conseil municipal choisit, par 39 voix pour et 34 abstentions, le comte Romualdo Trigona de Sant'Elia. 
Sans grande expérience politique, il s'entoure d'une junte guère plus qualifiée (dont les marquis monarchistes de Ganzaria et de Bellaroto, les socialistes Barbera, Bosco et Strazzeri, et les radicaux Armò et Pincitore), à l'exception de deux adjoints expérimentés et du professeur Liborio Giuffrè, originaire de Caltavuturo, candidat battu à députation dans la circonscription de Cefalù en 1904, qui est désigné assessore delegato. 
Il inaugure le monument de la liberté sur la place Vittorio Veneto, à l'occasion du 50e anniversaire du débarquement des Mille, mais l'essentiel des forces de l'administration se concentre dans la défense des intérêts des Florio, face au gouvernement italien, notamment contre le projet Schanzer sur les conventions maritimes.
Rapidement, sa majorité faible et hétéroclite se fissure, des conseillers démissionnent (Barbera en janvier 1910 puis six conseillers dont des assesseurs quelques mois plus tard contre l'omniprésence du socialiste Aurelio Drago) et il doit abandonner le pouvoir le 30 juin 1910, laissant une situation financière aggravée, ne permettant plus de payer certains agents et fournisseurs, d'entretenir la voirie et d'assurer les repas scolaires au détriment des élèves les plus pauvres.
La démission de Trigona est rejetée par 65 voix et celle du conseil avec 37, afin d'éviter une sixième dissolution de l'assemblée municipale en quatorze qui advient malgré tout après l'échec de la candidature d'Alessandro Tasca portée par Florio.

### Deuil et fin de vie

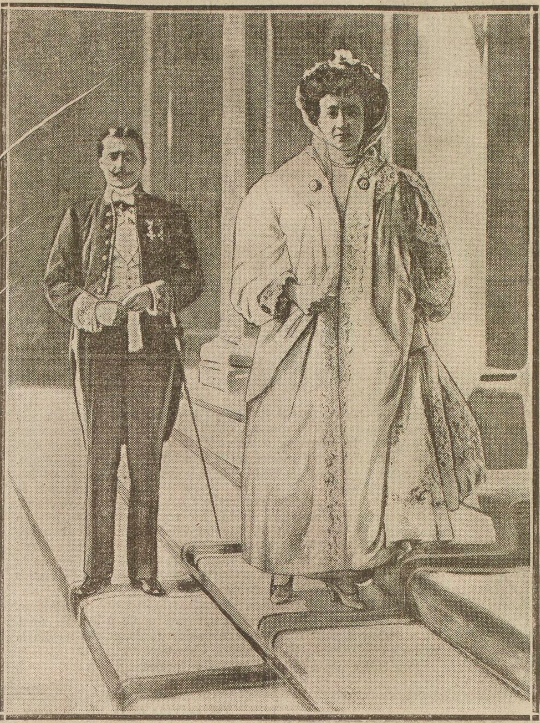
Dernière photo du comte et de la comtesse Trigona di Sant'Elia.

Entretemps, il trompe sa femme avec une comédienne de la troupe napolitaine d'Eduardo Scarpetta et sa femme le quitte pour le baron Vincenzo Paternò del Cugno, lieutenant de cavalerie endetté qui la tue à Rome, après un an et demi de relation, dans une chambre d'hôtel situé près de la gare de Rome-Termini en mars 1911.
Fortement choqué par cette affaire, Romualdo Trigona di Sant'Elia réduit ses apparitions publiques et s'occupent de ses deux filles dans son palais de Piazza Rivoluzione.